# Minignan
Minignan este o comună din departamentul Minignan, regiunea Folon, Coasta de Fildeș.